# John Michael Montias
John Michael Montias (* 3. Oktober 1928 in Paris; † 26. Juli 2005 in Branford (Connecticut)) war ein Wirtschaftswissenschaftler und Kunsthistoriker. Er lehrte an der Yale University und gab verschiedene Bücher zur
Zentralverwaltungswirtschaft in verschiedenen Staaten Osteuropas heraus, bevor er sich seit Mitte der 1970er Jahre der Wirtschaftsgeschichte des niederländischen Golden Zeitalters widmete. Beachtung fand er vor allem für seine Forschungsergebnisse zu Jan Vermeer.

## Familie
Montias kam als Kind von Santiago Montias und seiner Frau Giselle (geborene de la Maisoneuve) 1928 in Frankreich zur Welt. Seine Eltern waren jüdischen Glaubens und schickten ihn zu Beginn des Zweiten Weltkrieges in die USA, um ihn vor einer möglichen Verfolgung durch die deutschen Besatzungstruppen zu bewahren. In Buffalo, im US-Bundesstaat New York, besuchte er ein Internat, ließ sich später taufen und wurde Mitglied der Episkopalkirche. 1950 heiratete er Marie Agnes Urbaniak. Aus dieser Ehe ging ein Sohn hervor.

## Wissenschaftlicher Werdegang
Montias studierte Wirtschaftswissenschaften an der New Yorker Columbia University. Er erhielt 1947 den Bachelor of Arts und schloss sein Studium 1950 mit dem Master of Arts ab. Von 1954 bis 1956 diente er in der US-Armee.
Anschließend widmete er sich seiner Doktorarbeit, die er mit der Dissertation Producers Prices in a Centralized Economy über das ökonomische System in Ostblock-Staaten 1958 mit dem Ph. D. abschloss. Im selben Jahr erhielt er eine Ernennung zum Assistenzprofessor für Volkswirtschaftslehre an der Yale University. An dieser Universität blieb er während seiner gesamten beruflichen Karriere. Neben dem Unterricht der Volkswirtschaftslehre veröffentlichte Montias in den 1960er und 1970er Jahren verschiedene Analysen zur Zentralverwaltungswirtschaft in Osteuropa. Hierzu gehören Untersuchungen zu der Situation in einzelnen Ländern wie Central planning in Poland von 1962 und Economic development in communist Romania von 1967 ebenso wie das Übersichtswerk Structure of Economic Systems von 1977.
1977 gründete er das Fachjournal Journal of Comparative Economics.

## Kunstforschung
Montias interessierte sich zudem seit seinem Studium für Kunstgeschichte. Sein Schwerpunkt lag hier bei holländischer Malerei des Golden Zeitalters. Zu seinen favorisierten Künstlern gehörte Jan Vermeer. An der Yale University regte ihn der Kunsthistoriker Egbert Haverkamp-Begemann an, eine Vergleichsstudie über holländischen Malerzünfte zu schreiben. Montias begann diese Arbeit 1975 in den USA und widmete sich im niederländischen Delft der Erforschung der Primärquellen im dortigen Stadtarchiv. Zunächst ohne jegliche Niederländisch-Kenntnisse erlernte er als Autodidakt die niederländischen Sprache des 16. und 17. Jahrhunderts. 1978 ging er ans Netherlands Institute for Advanced Study (NIAS) um die Volkswirtschaft der Niederländischen Republik des 17. Jahrhunderts und seiner Wirkungen auf den Kunstmarkt zu untersuchen. Als Ergebnis seiner Forschungen erschien 1982 sein Buch Artists and artisans in Delft : a socio-economic study of the seventeenth century. In diese vielbeachteten Veröffentlichung verdeutlichte er den Zusammenhang von Wirtschaftsgeschichte und kulturellen Entwicklungen. Er untersuchte hierin, wie die Kräfte von Angebot und Nachfrage zur künstlerischen Produktion beitrugen. Anhand von statistischen Daten des 17. Jahrhunderts konnte Montias den Kunstmarkt rekonstruieren und zeigte auf, das Kunst in dieser Zeit ein kommerzialisierbares Gebrauchsgut war.
Seine Pionierarbeit in der Erforschung der Archivmaterialien ergab zudem zahlreiche bisher unbekannte Informationen über einzelne Künstler. Insbesondere zu Jan Vermeer – über dessen Leben bisher wenig bekannt war – fand Montias zahlreiche Belege, die halfen, die Biografie des Künstlers zu vervollständigen. Zu diesem Thema veröffentlichte er 1989 Vermeer and his milieu : a web of social history. Hierauf aufbauend widmete er sich der Erforschung des Kunstmarktes in den Niederlanden des 15.–17. Jahrhunderts, die 1996 in seiner französischen Muttersprache unter dem Titel Le marché de l’art aux Pays Bas, 15ième-17ième siècles erschien. Ergänzend hierzu folgte seine Untersuchung niederländischer Kunstsammlungen dieser Zeit, welche er zusammen mit John Loughman unter dem Titel Public and Private Spaces: Works of Art in Seventeenth-Century Dutch Houses herausgab.

## Veröffentlichungen
- Institutional Changes in the Postwar Economy of Poland (zusammen mit Wladyslaw Jozef Stankiewicz). Free Europe Committee, New York 1955.
- Producers’ prices in a centralized economy : The Polish Experience. Columbia University, Ann Arbor 1958/1960.
- Central planning in Poland. Yale University Press, New Haven 1962 / Greenwood, Westport 1974, ISBN 0-8371-7560-7.
- On the consistency and efficiency of central plans. Economic Growth Center, New Haven 1963.
- Unbalanced growth in Rumania. Yale University, New Haven, Conn. 1963.
- Background an origins of the Rumanian dispute with Comecon. Yale University, New Haven, Conn. 1964.
- Rumania's foreign trade in the postwar period. Yale University, New Haven, Conn. 1966.
- Economic nationalism in Eastern Europe : forty years of continutity and change. Yale University, New Haven, Conn. 1966.
- Economic development in communist Rumania. The M.I.T. Press, Cambridge Ma. 1967.
- Socialist industrialization and trade in machinery products : an analysis based on the experience of Bulgaria, Poland and Rumania. Yale University, New Haven, Conn. 1968.
- Modernization in communist countries : some questions of methodology. Yale University, New Haven, Conn. 1973.
- The structure of economic system. Yale University Press, New Haven 1976, ISBN 0-300-01833-9.
- East European integration and East-West trade (Herausgeber Paul Marer). Indiana University Press, Bloomington 1980, ISBN 0-253-16865-1.
- Artists and artisans in Delft : a socio-economic study of the 17. century. Princeton University Press, Princeton 1982, ISBN 0-691-03986-0.
- Vermeer (zusammen mit Gilles Aillaud, Albert Blankert). Hazan, Paris 1986, englische Ausgabe bei Rizolli, New York 1988.
- Vermeer and his milieu : a web of social history. Princeton Univ. Press, Princeton 1989, ISBN 0-691-04051-6.
- Comparative economics (zusammen mit Avner Ben-Ner and Egon Neuberger). Harwood Academic Publications, Chur 1994, ISBN 3-7186-5451-2.
- Le marché de l'art aux Pays-Bas : (XVe - XVIIe siècles). Flammarion, Paris 1996, ISBN 2-08-012147-2.
- Public and private spaces : works of art in seventeenth-century Dutch houses (zusammen mit John Loughman). Waanders, Zwolle 2000, ISBN 90-400-9444-6.
- Art at auction in 17th century Amsterdam. Amsterdam University Press,  Amsterdam 2002, ISBN 90-5356-591-4.